# 蝙蝠裝

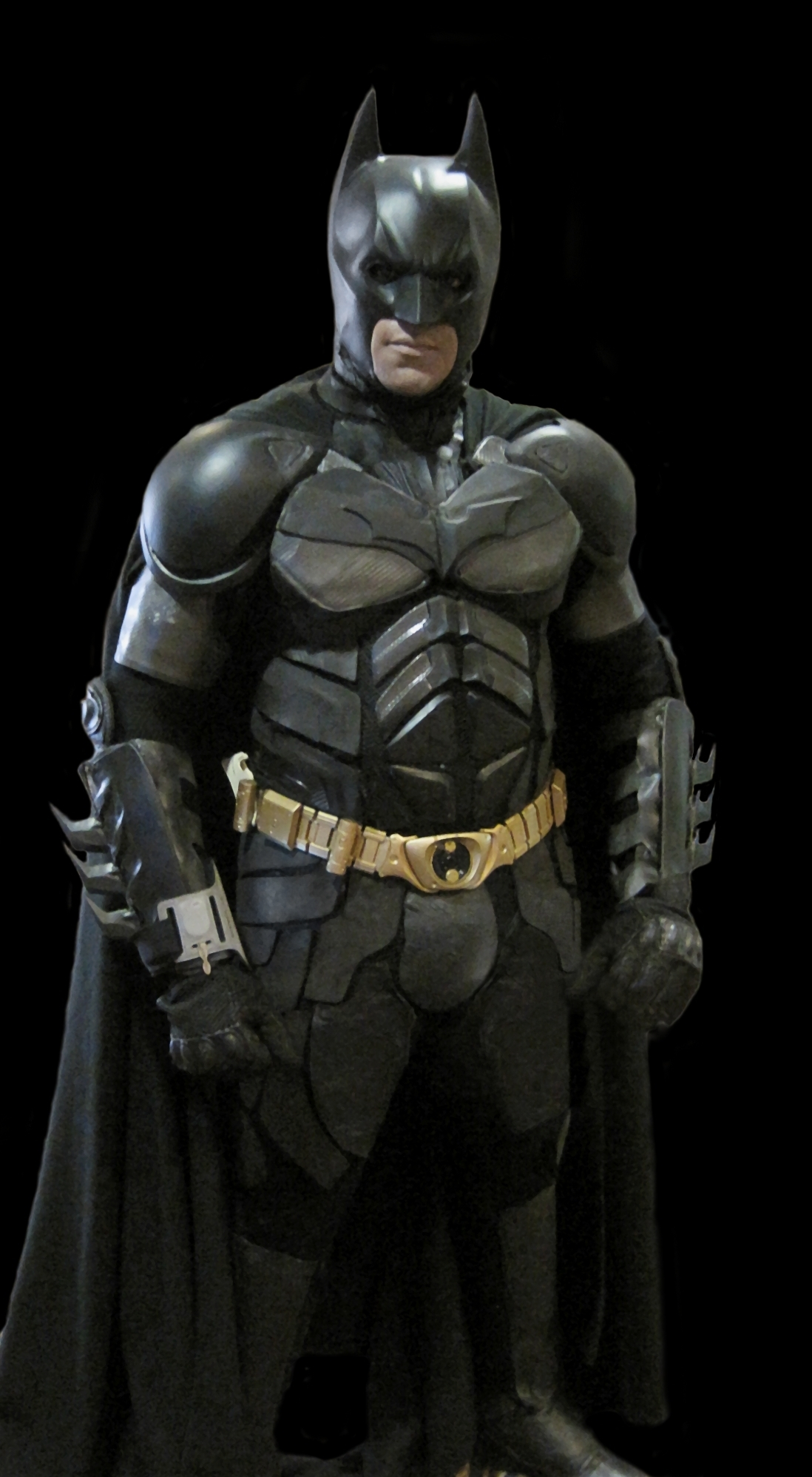
图为蝙蝠侠的角色扮演

蝙蝠裝（英語：Batsuit） 是美國DC漫畫出版的虛構超級英雄蝙蝠俠的戰鬥服。蝙蝠裝的外觀通常是黑灰色, 其胸部印有一個蝙蝠的標誌, 黑色斗篷和頭盔, 與一個外觀黃色的多用途腰帶, 裡面有各式各樣的裝備。蝙蝠裝被用來隱藏布魯斯·韋恩的身份。大多數版本的蝙蝠裝包括某種形式的防彈衣、動力外骨骼斗篷、內置微型電腦、夜視、氣體過濾和其他用於在戰鬥中進行保護或提高效力的輔助。蝙蝠裝通常由布魯斯·韋恩本人發明的科技部件與韋恩企業設施中研發的先進技術結合而製成，另外亦會由管家阿爾弗萊德·潘尼沃斯和韋恩企業的盧修斯·福克斯協助開發。
在眾多的漫畫、動畫及電影中，蝙蝠裝的設計都會出現改動，例如在2022年版的《蝙蝠俠》電影中，黃色的多用途腰帶就被改成黑色的。此外，蝙蝠裝就有不同的改裝版，加入不同的功能，滿足蝙蝠俠行動的需要，例如動力骨架。

## 蝙蝠裝起源和發展
在研究如何成為一名更有效的罪犯戰士的問題的時候，布魯斯·韋恩看到一隻蝙蝠從他的窗戶裡飛進來。蝙蝠是獵人，神秘而不可預測。它們跟蹤獵物，聚精會神地觀察後沖進去攻擊。布魯斯認為 “罪犯是迷信、懦弱的人”，他於是採用蝙蝠的外表來隱藏自己的身份，利用這套戰鬥服來讓對手感到恐懼，因為他已經比任何一個普通人都更快、更強壯、更強大了--這讓他顯得超凡脫俗。在後來對起源的闡述中，布魯斯利用小時候遭到蝙蝠群攻擊而造成蝙蝠恐懼症的靈感而去研發蝙蝠裝。在《白銀時代》的漫畫故事中，對蝙蝠裝的靈感部分來自於他的父親湯瑪斯·韋恩穿的馬球裝備。
蝙蝠裝的斗篷、手套、和靴子通常是黑色或深藍色的，而身體是灰色。但由於早期漫畫書的著色方案，黑色是用藍色突出顯示的。因此多年來黑色的斗篷和頭盔在漫畫書中以深藍色表現。因此蝙蝠裝通常描繪為黑色和灰色或藍色和灰色。
胸前的蝙蝠標誌從1939年一個簡單的黑色蝙蝠，到一個更類似於超人的 "S" 盾牌標誌的黃色橢圓上的蝙蝠標誌在蝙蝠俠故事中輪流交替使用。黃色橢圓蝙蝠標誌是1964年作為蝙蝠俠故事的“新造型”而推出。經過36年，這個黃色橢圓蝙蝠標誌最終在2000年被去除，取而代之的是一個巨大的黑色蝙蝠標誌，類似於黃金時代漫畫中的那個。其他部分例如多用途腰帶和頭盔的蝙蝠耳的長度也經常被各藝術團隊修改過。

### 基本蝙蝠裝
鮑勃·凱恩 (Bob Kane) 最初的草圖與我們今天認識的蝙蝠俠有很大的不同。凱恩向比爾·芬格展示了他最初給蝙蝠俠取名，然後是蝙蝠俠的第一個角色的畫，比爾·芬格是他聘請來寫最早蝙蝠俠故事的作者。比爾認為這個角色看起來太像超人了，所以他建議進行重大的改變。
芬格從書架上拿了一本韋伯斯特詞典, 找了一張蝙蝠的畫。他建議凱恩畫一個看起來像頭罩的東西，而且眼球一點都沒有露出來，讓他看起來很神秘。芬格不喜歡鳥一樣的翅膀，所以他還建議凱恩重新設計一個斗篷，並在他跑的時候看起來像蝙蝠翅膀，還在胸部上添加一個蝙蝠標誌。他還建議緊身衣的顏色應該是灰色的而不是紅色的，並增加了一副紫色手套，但後來變成了藍色。
其後版本的蝙蝠裝由虛構的先進材料製造不再是簡單的物料, 使其能夠抵抗撕裂。此外, 還包含各種防禦和保護結構層加入到蝙蝠裝中的物料。這些保護層是必要的, 因為蝙蝠俠雖然強大、聰明, 但仍然是一個沒有超能力的人。蝙蝠裝基本是絕緣和防火的。蝙蝠俠 第1期 (1940年6月) 透露, 有一個防彈背心縫在蝙蝠裝中。基本蝙蝠裝是在上身和背部周圍設有防彈裝備的。其他版本的大多是能夠完全防禦輕武器的火力, 並擁有先進的柔性裝甲鍍層。 
原始斗篷的設計是一個翼狀的結構, 可能是由萊昂納多·達·芬奇的繪畫所啟發的。最終演變為一個扇形邊緣類似於蝙蝠翅膀設計的斗篷。斗篷的材料因作者而異, 有時被描述為防彈和耐火, 有時則由簡單的物料製成, 很容易撕裂, 並不斷被替換。斗篷還採用耐火阻燃材料 (如電影《Batman Forever》和 Denny O ' Neil 的騎士隕落) 和凱夫拉材料以減緩子彈的衝擊力。在電影《Batman Returns》中展示了外骨骼斗篷折疊出懸掛式滑翔翼。在2005年的電影《Batman Begins》中, 斗篷也被用作一種滑翔翼; 當電流被施加到記憶纖維造的斗篷時, 可變化為類似蝙蝠的翅膀, 讓蝙蝠俠在高譚市的街道和屋頂上滑翔飛行。
頭盔主要用來保護和隱藏布魯斯自己的身份, 頭盔為具有自動防禦機制, 如電擊或釋放眩暈氣體, 以防止未經授權被人移除頭盔 (如《The Dark Knight》、《Batman: Hush》、《Superman/Batman》)。
頭盔眼部的鏡頭採用了多種視覺模式, 如紅外線 (熱感應器)、夜視和紫外線, 可以識別嫌疑人的身份, 以及他們的弱點 (通過病歷記錄), 以及一個用於獲取證據的數碼相機。另外, 在《The Dark Knight》中, 蝙蝠俠使用了盧修斯·福克斯介紹的聲納概念 (通過手機)。 這項技術是通過使用回聲定位通過手機對物體進行三角定位來應用的。在《偵探漫畫 #838 (2008年1月) 》 中蝙蝠俠頭盔也設置有一個回聲定位系統。在Batman: Arkham Asylum, 蝙蝠俠使用內置到頭盔的先進的 "偵探模式" 來增強視覺, 讓他可以看到在黑暗中的敵人, 包括通過透視牆壁, 觀察到他們的身體狀態和警覺性狀態, 並檢測和識別隱藏的物件和分析證據。
頭盔左側內部攜帶著高增益天線的通信設備, 讓蝙蝠俠與盟友保持聯繫。這種通信設備能夠掃描警察無線電和其他通信頻率。頭盔還攜帶慣性導航裝置。
頭盔的凱夫拉材料為他的頭部提供了一定程度的輕武器的防護。頭骨的前部和太陽穴的兩側也有小的裝甲, 以提高防護顱骨打擊的效果, 並防止腦震盪打擊。
在電影《Batman v Superman》頭盔設有扭曲改變布魯斯自己原本聲音的功能。
1939年初期故事出現的第一隻手套是長相平平的紫色手套, 後來手套變得更長, 到1940年手套邊緣增加了標誌姓的護臂金屬利刃。護臂金屬利刃通常起到防禦作用, 用於防禦刀刃武器, 如劍或刀。最著名的是在黑暗騎士三部曲, 其中能夠發射護臂金屬利刃作為武器, 通過手套的電流來控制外骨骼斗篷的結構。此外, 蝙蝠俠還將他的一些武器藏在手套裡, 如微型化的蝙蝠鏢 (Batarang)。每個手套的指關節都增添少量的鉛塊強化以增加他的打擊力量。在2004年的《蝙蝠俠》動畫系列中, 蝙蝠俠的手套指尖上有鋒利的爪子。
在蝙蝠俠: 第一年, 它描繪了蝙蝠俠將他的一些武器藏在他的靴子, 如快速作用的麻醉飛鏢和超聲波蝙蝠制導器 (Sonic Bat-Beacon)在他的左腳腳跟。靴子的基本設計是仿照戰術靴, 是由羽量級橡膠製成, 並在踢腿時更靈活。靴子也有鋼制鞋尖, 在進攻時強化他的打擊力量。在《Batman : Hush) 》故事情節, 靴子安裝了水下螺旋槳。
為了反映技術的進步, 蝙蝠裝至今還被反復更新。

## 蝙蝠裝《天國降臨》
天國降臨故事中, 在多年前公開披露了布魯斯的真實身份後, 布魯斯在蝙蝠洞內遭到貝恩和雙面人的襲擊導致他殘廢, 韋恩莊園因此被摧毀。年老的蝙蝠俠躲在蝙蝠洞裡打造了新的蝙蝠裝, 同時通過他製造的一支名叫蝙蝠騎士(Bat-Knights)的機器人戰士大軍在城市的街道上巡邏統治著高譚市。新的蝙蝠裝除了能讓他像以前那樣走路和移動外, 可以讓蝙蝠俠飛行和提供了超人一樣的力量, 如護盾一樣的裝甲可保護蝙蝠俠免受火焰的傷害。武裝方面配備了鉤抓, 鐳射槍和鋒利的刀片。

## 蝙蝠裝《蝙蝠俠：阿卡漢系列》
蝙蝠裝由大量凱夫拉材料組成, 這套戰鬥服的胸甲採用動能阻尼凝膠層, 全衝擊分散子結構和韋恩科技的生物力學支援技術, 以防止刀刃武器、鈍性創傷和大多數輕武器的火力。這種盔甲的缺點是稍微減低了他的機動性和靈活性。蝙蝠俠的靴子由一個強大的強化碳纖維/塑膠材料。他設計了一個石墨外觀的面罩形頭盔, 裝有凱夫拉材料抗衝擊, 並保護免受小口徑輕武器的火力和打擊。一個先進的竊聽裝置隱藏在頭盔的右耳, 使蝙蝠俠能夠聽到遠處的談話, 並與阿爾弗雷德在蝙蝠洞通訊。他從韋恩科技的應用科學部門借用了一個叫做偵探模式的實驗裝置增強視覺能力。
斗篷是由韋恩企業開發後被擱置從未使用過的記憶布。它看起來像一個像尼龍在外層，表面柔韌的普通纖維物, 類似於降落傘, 但當施加電流後, 斗篷鬆散的分子重新調整, 並變得剛性, 變化成翼狀斗篷，這使得他可以滑翔很長的距離, 此外材料是防水和防火, 還可以用來在戰鬥中迷惑敵人。
黑色彈道戰鬥手套的指關節增加黃銅和凱夫拉材料, 護手包含了三個鰭狀金屬利刃。在護手裡面是一個連接到蝙蝠電腦的微型電腦, 它能夠召喚蝙蝠車(Batmobile)和蝙蝠戰機(Batwing), 並且能進行通信, 查看犯罪檔案, 地圖, 重組犯罪現場進行分析, 上傳資料到蝙蝠洞的超級電腦，並能夠找到在高譚市任何人。
布魯斯後來設計了一套較輕的蝙蝠裝, 由來自韋恩科技的應用科學部門的凱夫拉材料製成的鈦纖維, 它提供了很好的保護, 同時更加靈活, 使他能夠更加敏捷, 這樣他就可以更加專注於戰鬥和隱身。他利用韋恩企業的資源不繼進化並更新了蝙蝠裝, 以保持領先的技術, 成為一件名副其實的科技裝甲, 目的在於提高和支援他作為蝙蝠俠的能力。最終蝙蝠裝本身就成了自己和他人的圖騰和象徵。恰如其分的名為黑暗騎士。

#### XE蝙蝠裝
極端環境蝙蝠裝, 通常簡稱為 XE 蝙蝠裝, 是一種幫助蝙蝠俠在極端環境(主要是寒冷和冷凍)使用的蝙蝠裝, 蜂窩結構在不增加重量的情況下, 對極端寒冷進行絕熱, 這個特殊版本為他提供了更大的保護。通過穿上 XE 裝, 蝙蝠俠可以獲得新的熱能武器, 例如: 熱充電的蝙蝠鏢, 熱能手套。

#### 蝙蝠裝v7.43
同樣採用凱夫拉材料和鈦纖維製成的蝙蝠裝v7.43, 護手上裝配最新的全息投影儀和觸覺遠端控制系統能夠遙控蝙蝠車。

#### 蝙蝠裝v8.03
根據布魯斯·韋恩的要求盧修斯·福克斯協助開發了這套新的蝙蝠裝v8.03。v8.03採用了最新的尖端技術, 輕型機械化部件, 用三織鈦纖維網製成的外層和內層, 夾在中間的是覆蓋了磁流變液裝甲層 (柔性液體裝甲) 韋恩科技獨有的智慧磁流變液，可針對衝擊進行強化, 提供卓越的減震能力, 以及在反擊後實現更大的力傳遞而設計, 液體防彈衣層也比以前使用的陶瓷或纖維替代品更靈活, 具有更高的可操作性和更快的速度, 更敏捷, 容許蝙蝠俠能夠快速擊倒多個目標。
蝙蝠裝v8.03的子系統與蝙蝠車系統一體化, 通過蝙蝠車的電磁彈射系統提供快速彈射出蝙蝠車的能力。該設計讓身體當他彈射出蝙蝠車時可承受高達 6G 的重力加速度, 而不增加任何受傷的風險, 從而提高作戰的機動性。
v8.03還有結合了蝙蝠裝v7.43已經裝配在護手上的全息投影儀和觸覺遠端控制系統遙控蝙蝠車的功能。護手本身擁有可伸縮的鰭狀金屬利刃, 而護手感應器可連接頭盔的偵探模式一起工作, 用於分析外部樣本並將資料上傳到蝙蝠電腦。此外, 如果這套蝙蝠裝被破壞而讓蝙蝠俠受傷, 蝙蝠裝會為傷口施壓並止血。

## 動力裝甲
蝙蝠俠亦製作了多套動力裝甲以應付比他強大多倍的敵人。

### 芬里爾（Fenrir）
出自新52蝙蝠俠#35被超人稱為反正義聯盟裝甲（Justice Buster），布魯斯·韋恩針對正義聯盟的弱點設計，這件裝甲的造價超過了全球60%國家的軍事支出。有能讓神奇女俠沉迷於幻象中的蒙蔽之繩（Bind of veils）能精確計算出閃電俠運動軌跡的超級計算機，捆綁水行俠亞瑟的吸水橡膠，對付鋼骨的電子磁力神經網，對付綠燈俠的黃色水晶中和器。專門應對超人而製作的偏轉超人熱視線的等離子護盾和從死去的恆星中收集的微型紅色太陽物質 (Red Giant) 打造的拳套。

### 長尾鮫蝙蝠裝（Thrasher batsuit）
在2012年「貓頭鷹法庭」系列登場。 本來是為世界級戰爭打造的，可以抵禦高溫和嚴寒，半固態的流動微電池可提供數周的氧氣，同時也可以在極端環境中使用，手臂中還藏有霜凍蝙蝠鏢，擊中後能凍結人體組織並引爆。

### 地獄蝙蝠裝甲 (HellBat)
首次出現在《蝙蝠俠與羅賓》的第33期中。由蝙蝠俠設計，正義聯盟成員集體打造的裝甲：由超人在太陽核心錘鍊出主體部件，神奇女俠在奧林匹斯附魔，鋼骨和其父親Stone博士構建電子工程系統，綠燈俠製作出可任意變換形態的蝙蝠翼，閃電俠連接神速力，由水行俠在深海淬火冷凝。這套地獄蝙蝠裝可以說是布魯斯目前最強的戰甲，斗篷上的光子映射可以在天空中消失得無影無蹤，還能變化出無數隻微型蝙蝠來襲擊敵人，更能聚合硬化成盾牌進行近身格鬥。在高速飛行狀態中，可以直接貫穿一艘天啟星戰艦。使蝙蝠俠將獲得 不遜於超人的強大力量和耐力，以及閃電俠一般的超高速能力。但這套戰甲有將人體的新陳代謝化作燃料使用的致命副作用，於新52重啟的大戰發生前，蝙蝠俠將該裝甲封印在月球的蝙蝠洞，由機械蝙蝠守衛重兵把守。